# Vladimir Tatlin

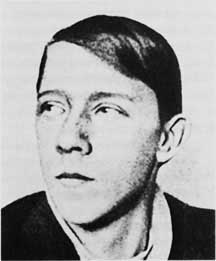
Retrato do pintor Vladimir Tatlin

Vladimir Yevgráphovich Tatlin (Kharkiv, 16 de dezembro de 1885 – Moscou, 31 de maio de 1953) foi um pintor, escultor e arquiteto construtivista russo, ucraniano e soviético, que durante o regime soviético, ficou conhecido pelo desenvolvimento do Monumento à Terceira Internacional, também conhecido como "Torre de Tatlin", que trouxe consigo os valores da arte experimental construtivista.
Também foi muito conhecido pelas suas obras de pintura figurativa, um estilo que ficou conhecido como arte característica do regime de Stalin.

## Biografia
Nascido em Kharkiv, Ucrânia, Tatlin era filho de um engenheiro e de uma poetisa e trabalhou na marinha mercante, o que serviria, mais tarde, como inspiração para alguns de seus trabalhos.
Em 1910, ingressou na Escola de Pintura, Escultura e Arte de Moscou, onde começou sua carreira de produção artística com quadros em estilo figurativo. Ainda nesse ano, Tatlin estava muito interessado em analisar a construção e tectônica do mundo material. Ao fazê-lo, teve uma descoberta artística fundamental: mover formas não figurativas de diferentes cores e texturas para fora do plano da imagem para o espaço à sua frente, sem as separar inicialmente da superfície plana. Assim, as relações espaciais que foram representadas dos elementos da imagem foram substituídas pelas relações reais dos elementos no espaço real. Os relevos no quadro eram uma nova síntese de métodos de pintura e escultura. Tatlin chamou a este tipo de trabalho ”combinações de materiais”. Em 1911, montou um ateliê de criação coletiva em parceria com amigos, onde Tatlin foi imediatamente aceito como seu líder. E esse grupo foi nomeado como "O coletivo grupo de cultura material".
Após um breve período de estudo, pintou-se completamente (como Marcel Duchamp) entre 1910-13. Foi um pós-impressionista. Os temas das suas pinturas estão relacionados com a sua própria vida.
Em 1913, publicou o slogan: “Deixe-nos colocar o olho sob o controlo do tacto”. Neste contexto, interessou-se por materiais ”não-pintáveis” (nas palavras de Velemir Khlebnikov, criou ”objetos de lata com o seu pincel”) e saiu do plano da imagem para o espaço real. No mesmo ano, fez uma viagem a Paris, e lá foi influenciado pelas construções tridimensionais de Pablo Picasso e, quando retornou à Rússia, entrou para um grupo de pintores, escritores e arquitetos vanguardistas de Moscou, São Petersburgo e Odessa. Durante esse período, Tatlin desenhou cenários para o teatro, além de participar de várias exposições.
Com o triunfo da revolução russa, em 1917, ele passou utilizar a arte como instrumento de educação para o povo.
Ele não construiu seus projetos arquitetônicos. Seu maior projeto foi o Monumento à Terceira Internacional, que trazia consigo a pretensão de integrar arte e técnica e representar os novos tempos e dinâmica social, representando os valores da vanguarda construtivista. Entretanto, com a ascensão de Stalin ao poder, em 1928, houve certo desinteresse político pela arte experimentalista, o que limitou o espaço das vanguardas.
Tatlin foi um dos artistas que permaneceu na Rússia após a ascensão de Stalin ao poder, e retomou a pintura figurativa que caracterizou a arte de seu regime. Morreu em 1953 em Moscou e foi enterrado no cemitério de Novodevichy.

## Trajetória profissional
Entre fevereiro e março de 1914, Tatlin realizou uma viagem para Berlim para se apresentar como músico em uma exposição de artesãos russos, e de lá seguiu para Paris, onde por um longo período, frequentou o atêlie de Pablo Picasso.
Em maio do mesmo ano, exibiu seus primeiros "relevos" - construções complexas feitas de madeira, gesso, chapa, papel, vidro e outros materiais. As texturas contrastantes impuseram um grande desafio ao artista, que sempre executou peças marcadas pela harmonia e clareza das formas. Os relevos foram seguidos pelos contrarrelevos angulares e centrais, que se distinguiram pela tensão da estrutura e a utilização de materiais que até então eram considerados inéditos, como ferros e outros metais, cabos, tinta pura e madeira; peças que já enunciavam a estética nascente.
Após suas atividades artísticas se intensificarem em 1917, Tatlin assumiu a direção do Departamento de Artes Visuais (IZO) do Narkompros, integrou a Comissão para a Proteção dos Monumentos de Arte e Antiguidades e integrou o corpo docente dos Svomas. Em 1919, algumas de suas obras passaram a serem incorporadas ao Museu Russo e à Galeria Tretiakov. No entanto, para o início da década de 1920, desde seu papel como chefe do Departamento de Belas Artes de Moscou, atuou desde o começo do processo revolucionário por demanda de Lenin para substituir os antigos monumentos zaristas e ver de que maneira deveria desenvolver outros em seu lugar. Como andava descontente com as estátuas figurativas que estavam surgindo por todo o território, muito semelhantes as do passado, Tatlin passou a imaginar seu próprio monumento, porém seguindo a linha de seus trabalhos anteriores  que escapavam desse marco  e operavam sobre o espaço, sendo a perfeita síntese segundo ele, de arte e vida “combinando os elementos artísticos com os utilitários”. Ainda no mesmo ano, mudou-se para Petrogrado (São Petersburgo) e começou a trabalhar no projeto de sua torre, com a colaboração do estudioso de arte e escritor russo Nikolay Punin, onde em 1920, publicou um ensaio sobre o Monumento à Terceira Internacional.
No final do mesmo ano, a maquete da torre foi apresentada, primeiramente em Petrogrado e, em seguida, em Moscou. Inclinada como a Torre de Pisa, o monumento deveria alcançar alturas até então inimagináveis, superiores em ao menos um terço à da Torre Eiffel. A estrutura vazada de vidro e ferro se basearia numa espiral contínua para representar o progresso vertical da humanidade, onde todos os cilindros iriam girar: embaixo daria uma volta de 365 dias, no meio, 30 dias (lua) e em cima, 24 horas. Na parte de baixo, o projeto comportaria três blocos de construção que abrigariam escritórios executivos, administrativos e de propaganda da Komintern. Suas janelas de vidro se deslocariam em diferentes níveis de velocidade. Nesse projeto, Tatlin buscou reunir formas puramente artísticas - escultura, pintura e arquitetura - em uma unidade funcional, que estariam ligadas ao novo modo de vida do mundo revolucionário.

## Galeria de Obras

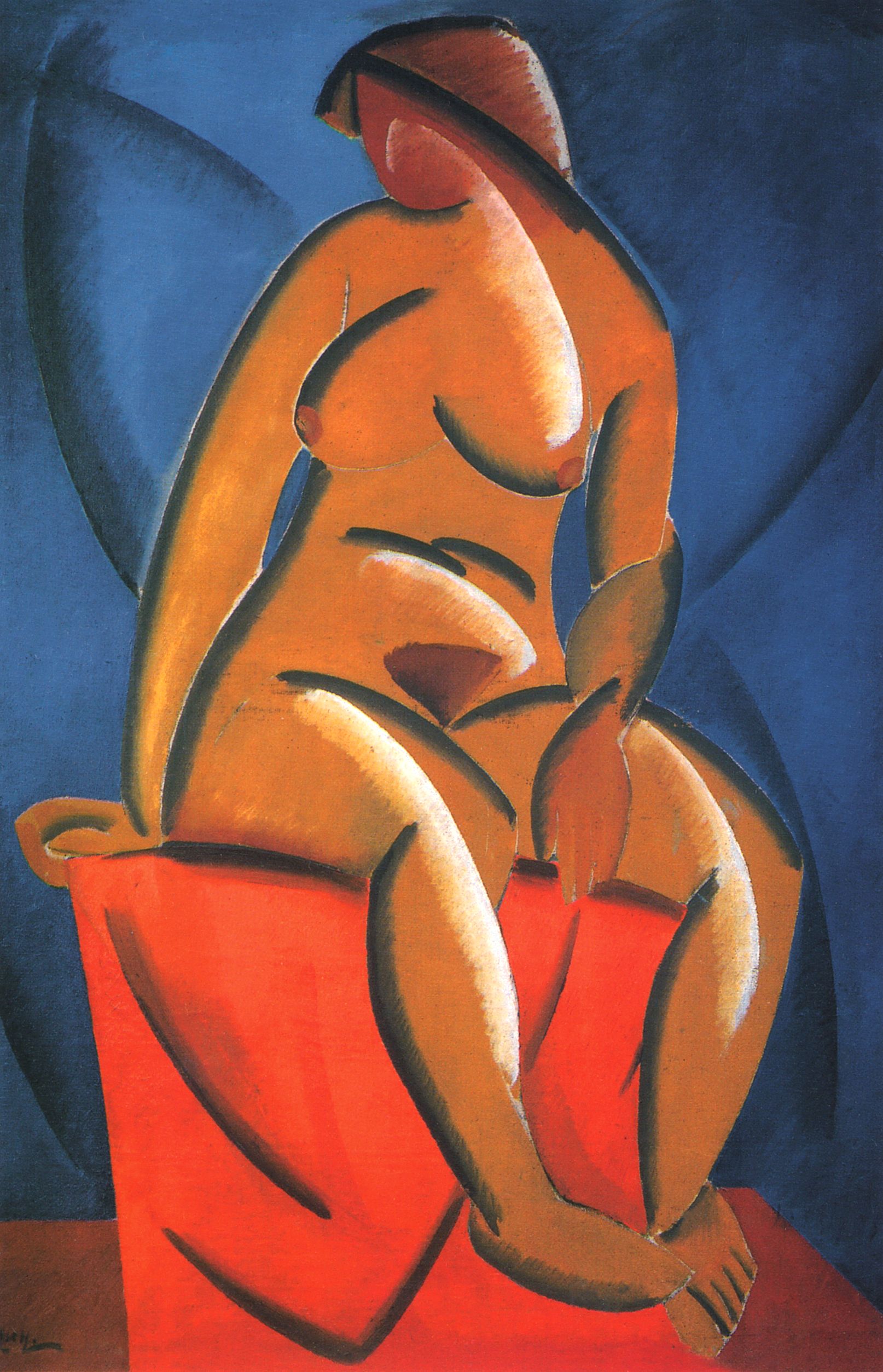
Tatlin, 1913, Modelo Feminino, óleo sobre tela
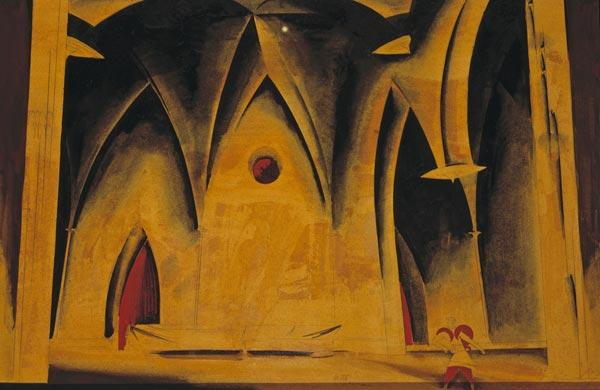
Tatlin 1913, design de cena para a peça 'A Life for the Tsar'
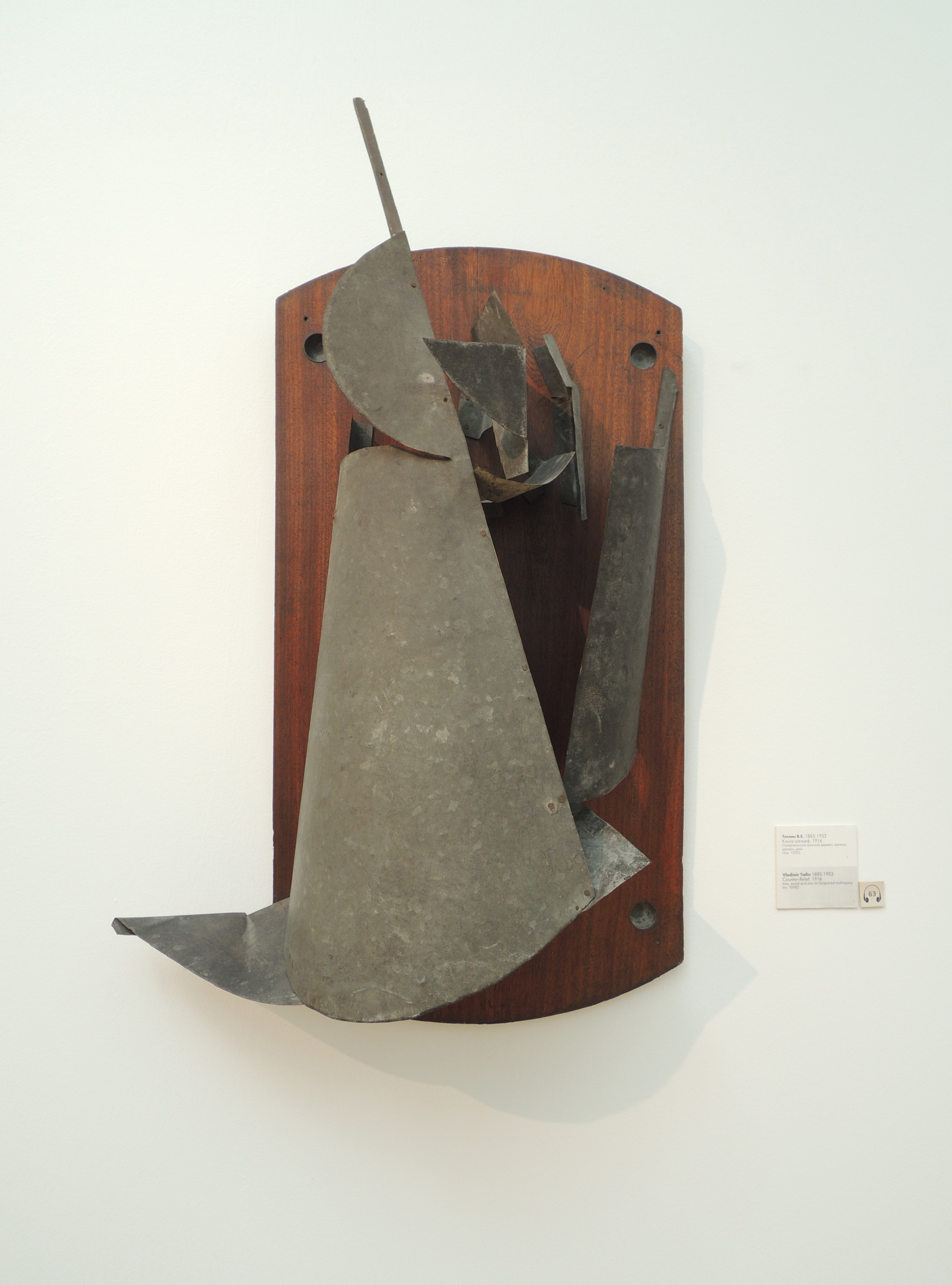
Tatlin, 1916, Contra-relevo, escultura de diversos materiais
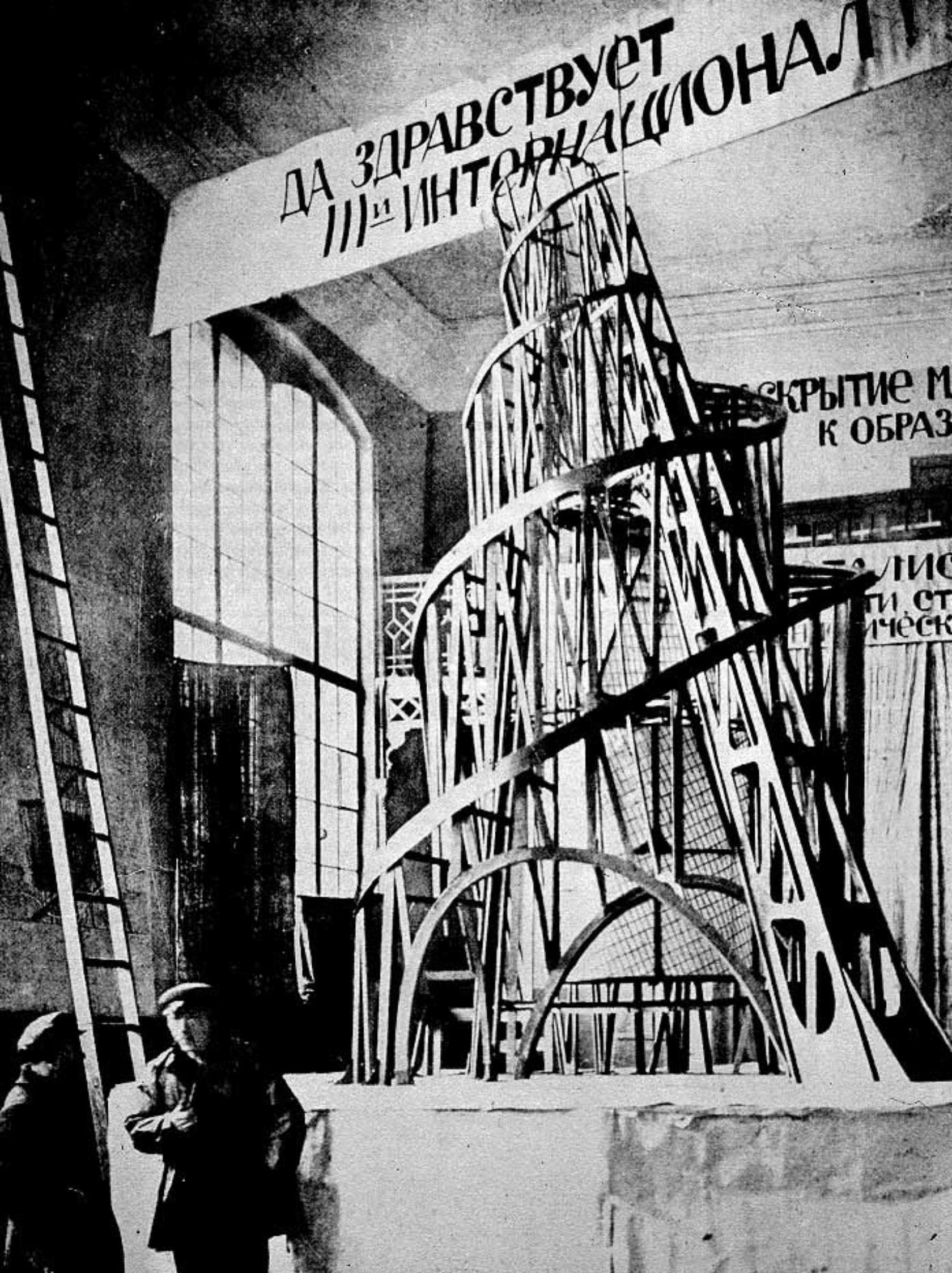
Tatlin, 1919–20, Torre de Tatlin, título oficial: Monumento à Terceira Internacional, o projeto nunca foi construído
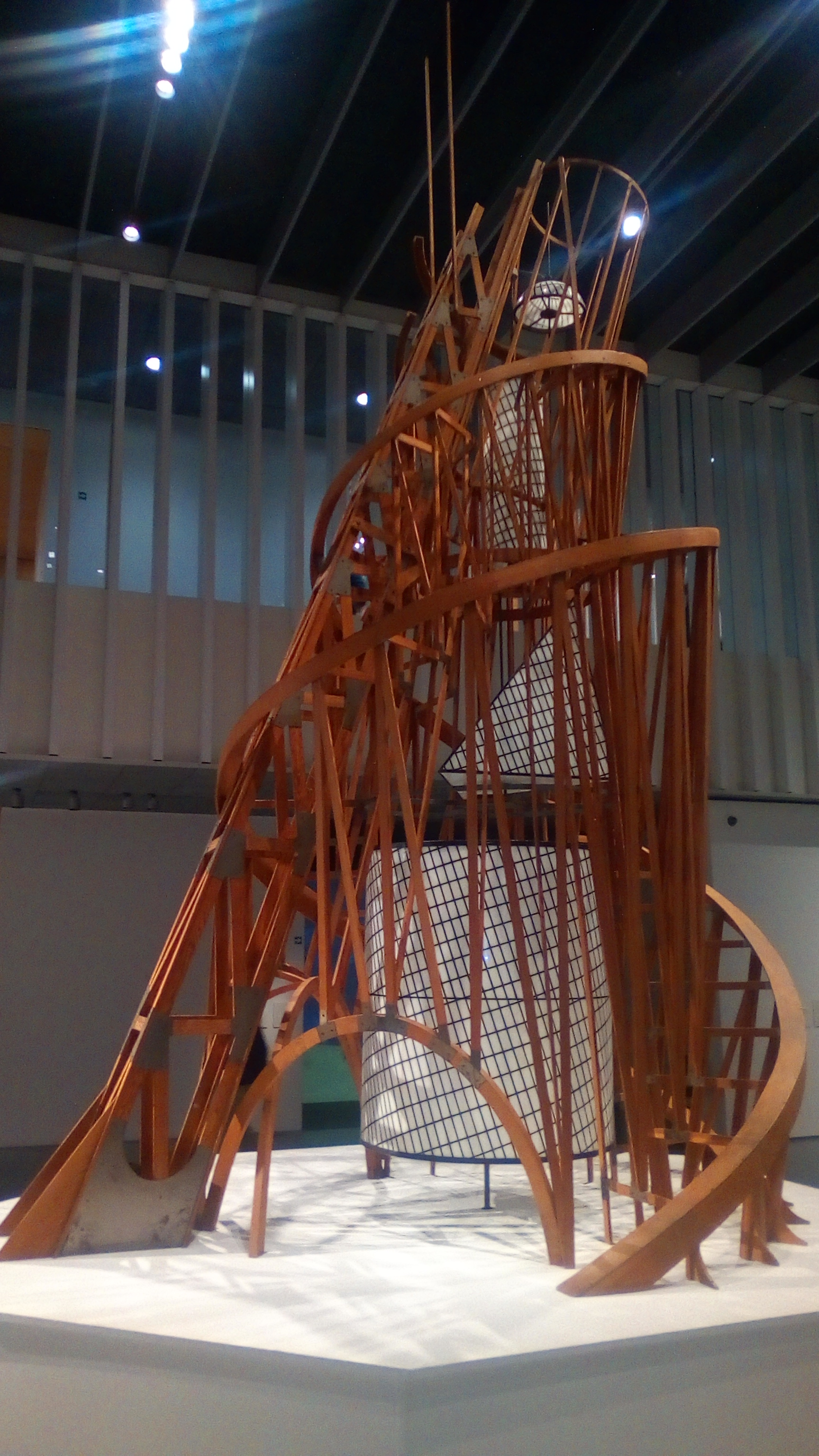
Tatlin, 1919–20, recentemente fez uma cópia da torre de Tatlin, Monumento à Terceira Internacional, um modelo posterior
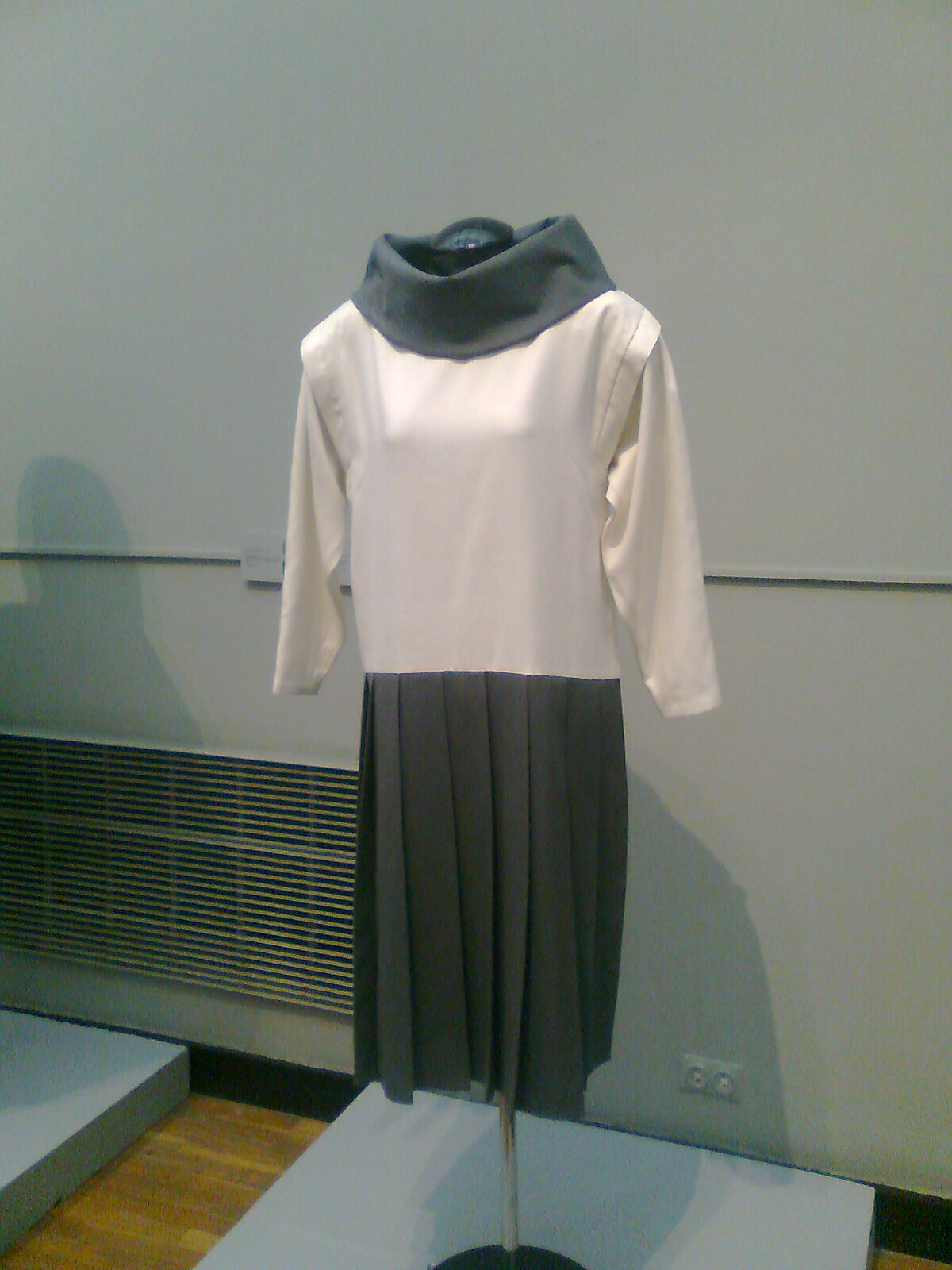
Tatlin, década de 1920, design de vestidos
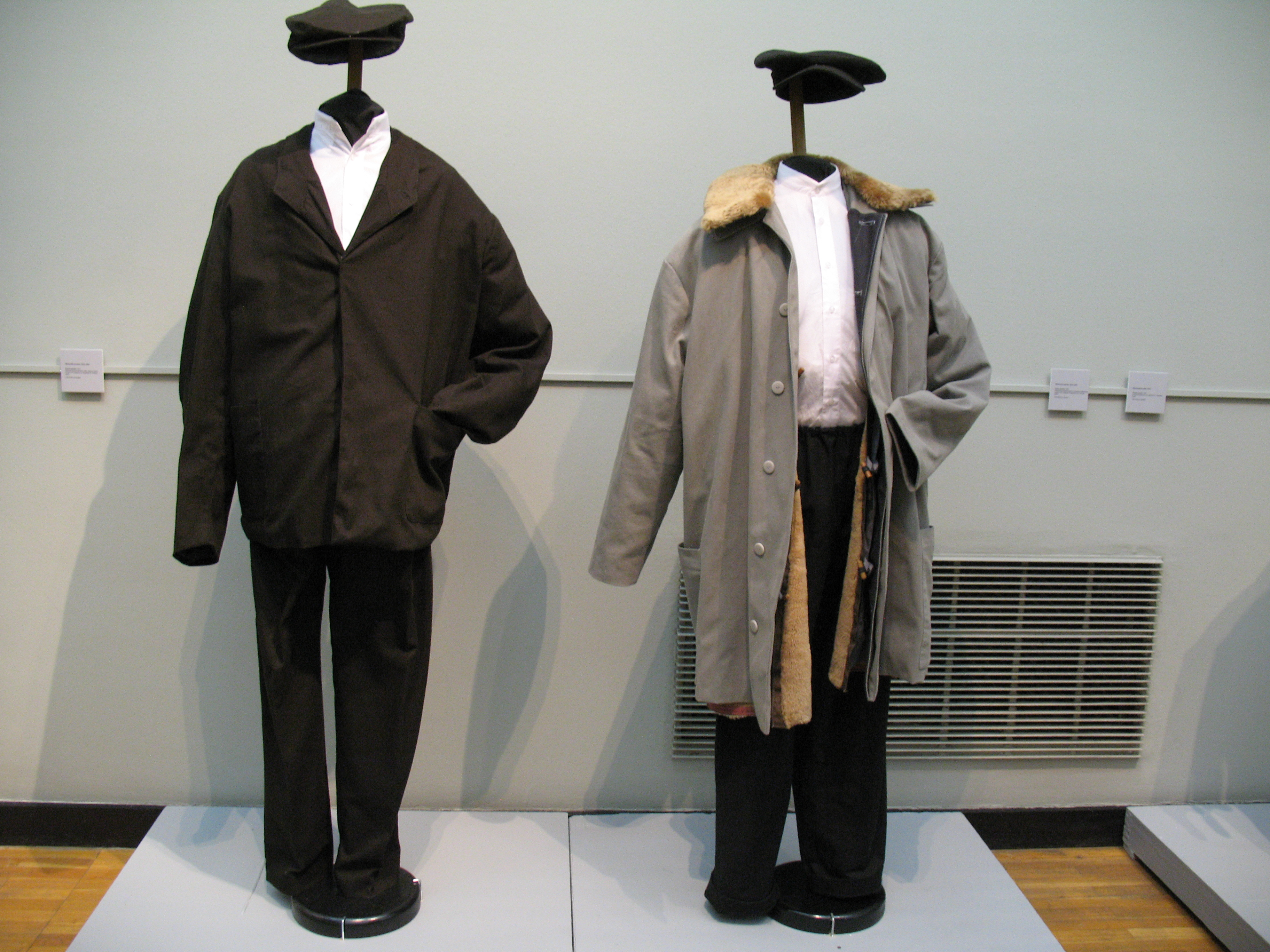
Tatlin, 1923–24, Costumes
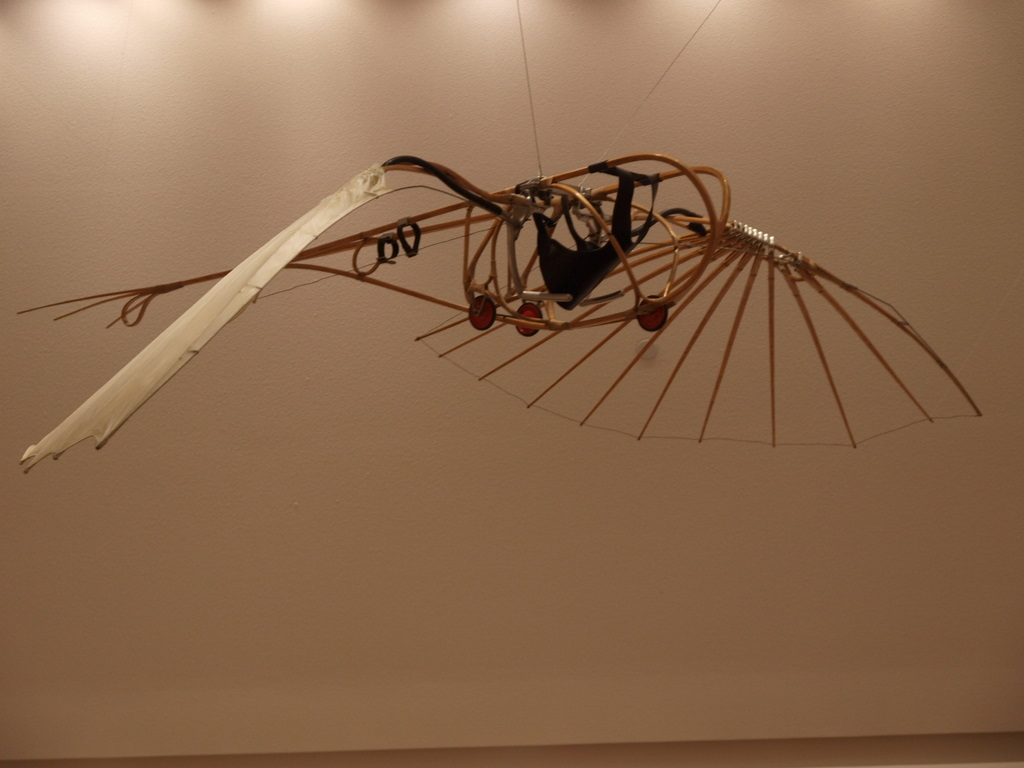
Tatlin, 1929-1931: Letatlin № 1., escultura; ornitóptero movido a força humana
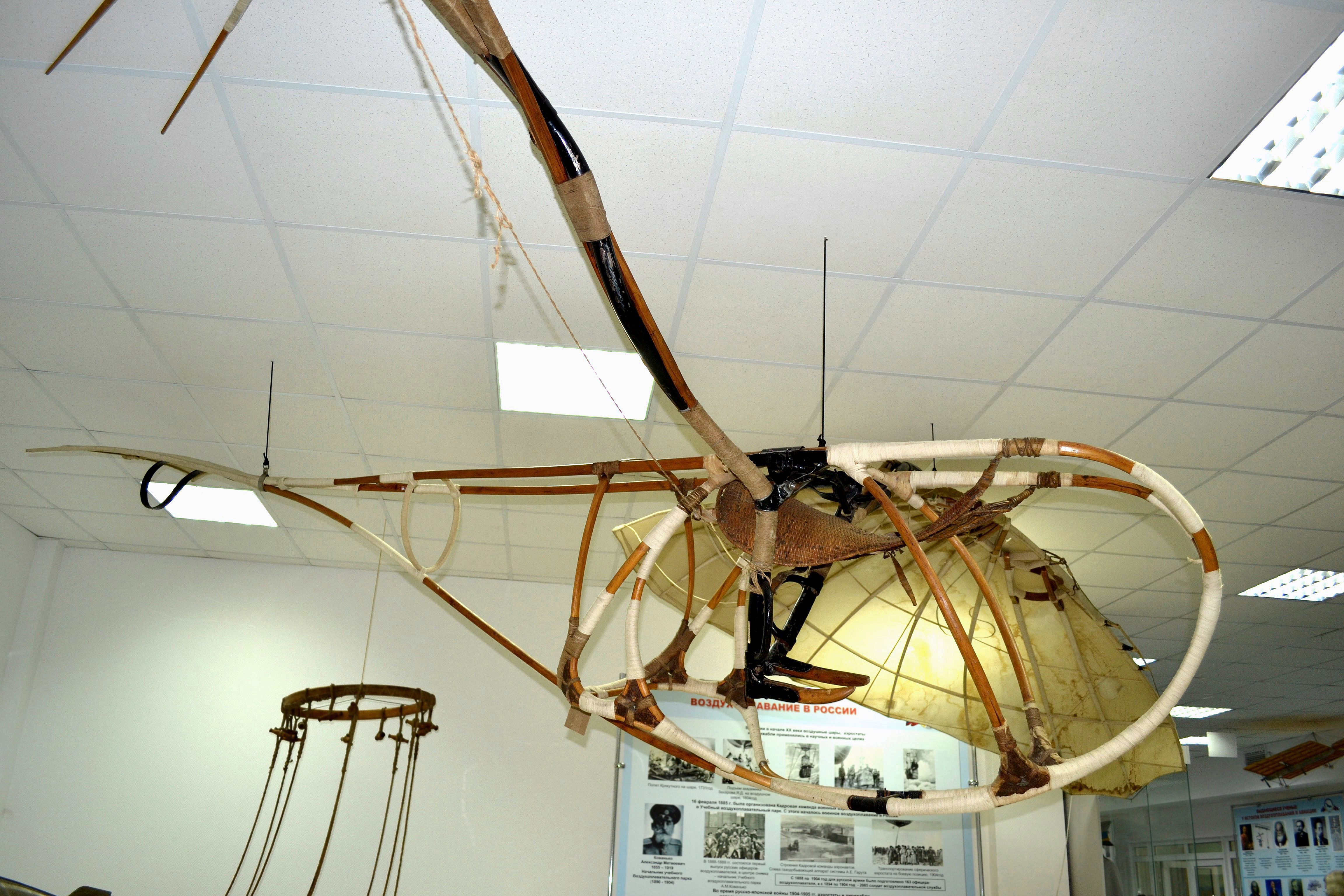
Tatlin, 1930–1932, Letatlin № 3., escultura; ornitóptero movido a força humana
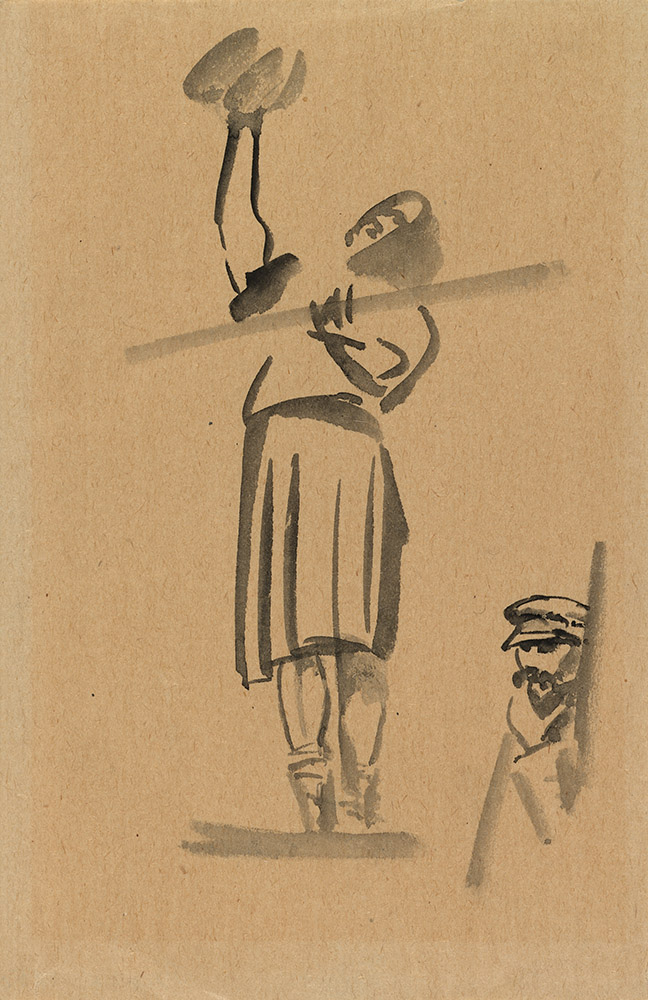
Tatlin, c. 1942, Limpador de Janelas e Retrato de V., pincel sobre papel

## Ver mais
- Construtivismo russo
- Monumento à III Internacional
- União Soviética
- Revolução Russa de 1917
- Pablo Picasso
- Vkhutemas
- SVOMAS
- Marcel Duchamp